# RKSV Scherpenheuvel
El RKSV Scherpenheuvel es un club de fútbol profesional de Curazao, ubicado en el municipio Skerpene en la ciudad de Willemstad en la isla de Curazao. Fue fundado en 1960 y actualmente participa en la Sekshon Pagá.

## Palmarés

### Torneos nacionales
- Campeonato de las Antillas Neerlandesas: (1)

1967
- Liga de Curazao: (3)

1965, 1969, 2019-20

## Resultados En Competiciones De La CONCACAF
- Copa de Campeones de la Concacaf: 1 apariciones

Copa de Campeones de la Concacaf 1968 - Primera ronda, derrotado por  SV Transvaal 4-2 en el resultado global.